# Tipula aureola
Tipula aureola är en tvåvingeart som beskrevs av Mannheims 1952. Tipula aureola ingår i släktet Tipula och familjen storharkrankar. Inga underarter finns listade i Catalogue of Life.